# ヨラム・ヨセフスベルグ
ヨラム・ヨセフスベルグ （本名：ヘブライ語：יורם יוספסברג、英語表記：Yoram Yosefsberg, 1963年5月2日 - ) は イスラエルの俳優、男性声優。

## 人物
1991年、ベイトツヴィー演技学校で卒業。1990年代以降、イスラエルの声優として数々のテレビアニメや劇場映画で吹き替えを大活躍している一人。またテレビや舞台で活躍する。

## 特色
代表作は 『トランスフォーマー』シリーズのメガトロン、『フィニアスとファーブ』のモノグラム少佐や『リロ・アンド・スティッチ』シリーズのガントゥなど。
地声がバリトンであり、強烈な個性の悪役から高声のコミカルキャラまで様々な役を演じられる。また、テレビでは(特にコメディ番組など)、警察官役を多く演じる。

## 出演作品

### テレビアニメ
- アイアンマン ザ・アドベンチャーズ (ドクター・ドゥーム)
- 愛と勇気のピッグガール とんでぶーりん (トンラリアーノ二世)
- 赤毛のアン (ジェリー・ブート、他数)
- アドベンチャー・タイム (役名表記なし)
- アトミック・ベティ (マキシマスIQ)
- アバター 伝説の少年アン (役名表記なし)
- アベンジャーズ 地球最強のヒーロー (ブルース・バナー/ハルク)
- アメリカン・ドラゴン (フー・ドッグ、他数)
- イン・ヤン・ヨー! (ナイトマスター、アルティムース)
- Winx Club (マイク、バルトル、他数)
- ウルヴァリン・アンド・ジ・X-メン (ビショップ、ニック・フューリー、ミスターシニスター)
- うっかりペネロペ (役名表記なし)
- オーバン・スターレーサーズ (役名表記なし)
- カーズトゥーン メーターの世界つくり話 (役名表記なし)
- ガジェット警部 (ドクタークロウ (二代目)、ケイップマン兵長、他数)
- キム・ポッシブル (ジェームス・ティモシー・ポッシブル、バーキン先生、他数)
- 銀河パトロールPJ (役名表記なし)
- クリーピー (ヴィニー)
- ケロロ軍曹 (ギロロ伍長、ヴァイパー、556、ナレーション、他数)
- ごきげん ジミー! (役名表記なし)
- ザ・ペンギンズ from マダガスカル (ゴリ、ジョーイ、他数)
- ザ・リプレイス 大人とりかえ作戦 (コンラッド・フリーム、他数)
- 白雪姫の伝説 (ゴルディー、コンラッド王、サムソン、他数)
- シャーマンキング (木刀の竜、喪助 (初代))
- ジャスティス・リーグ (役名表記なし)
  - ジャスティス・リーグ・アンリミテッド (役名表記なし)
- ジャッキー・チェン・アドベンチャー (ラッツオ)
- ジャングル・ジャンクション (ドーザー)
- ジェネレーター・レックス (ボーボー、スカラマンダー)
- スター・ウォーズ 反乱者たち (ダース・ベイダー)
- スパイダーマンシリーズ
  - スパイダーマン・アンリミテッド (ハイ・エヴォリューショナリー)
  - アルティメット・スパイダーマン (スタン・リー、ドクター・ドゥーム)
- スペース・レンジャー バズ・ライトイヤー (ワープ・ダークマター)
- スポンジ・ボブ (プランクトン (第154話のみ一部)、マーメイドマン (第67話のみ)、さまよえるオランダ人 (第70話)、マンレイー、他数)
- スマイルプリキュア! (ウルフルン、ほとんどのアカンベェ、他数)
- ソニックX (チャック・ソーンダイク、ダークオーク)
- 大好き!ハローキティ (役名表記なし)
- 太極千字文 (ガルニア (第24話のみ一部))
- タンタンの冒険旅行 (ハドック船長)
- デジモンシリーズ
  - デジモンアドベンチャー02 (ブラックウォーグレイモン、ベリアルヴァンデモン、ナレーション、他数)
  - デジモンテイマーズ (山木満雄 (第41話以降)、スーツェーモン)
  - デジモンフロンティア (ダスクモン、グロットモン)
  - デジモンセイバーズ (薩摩廉太郎、野口憲治、アクィラモン、ガルダモン、バイオステゴモン、バイオスピノモン、フランツ・ノルシュタイン、デュークモン、マグナモン、他数)
- テンカイナイト (スライガー、ガーディアン・エウロス)
- トータリー・スパイズ! (役名表記なし)
- ドーラといっしょに大冒険 (役名表記なし)
- 東京ミュウミュウ (白金博士)
- ドラえもん (2005年のテレビアニメ) (先生、他数)
- ドラゴンボールZ (ドドリア、バータ、ナッパ (第104話)、人造人間16号、西の界王、スポポビッチ、他数)
- ドラゴンボールGT (リルド将軍)
- ドラゴンボール超 (ビルス、シャンパ (第18,25話のみ))
- トランスフォーマーシリーズ
  - 戦え!超ロボット生命体トランスフォーマー (メガトロン)
  - トランスフォーマー カーロボット (ギガトロン/デビルギガトロン、グリジバー、ブレイブマキシマス)
  - 超ロボット生命体トランスフォーマー マイクロン伝説 (メガトロン/メガトロン スーパーモード)
  - トランスフォーマー ギャラクシーフォース (マスターメガトロン/マスターガルバトロン)
  - トランスフォーマー アニメイテッド (メガトロン、ラチェット (第6話のみで一部))
  - 超ロボット生命体 トランスフォーマー プライム (メガトロン)
- トムとジェリーキッズ  (役名表記なし)
- NARUTO -ナルト- (タズナ、他数)
- ハイ!ハイ! パフィー・アミユミ  (役名表記なし)
- 爆丸バトルブローラーズシリーズ
  - 爆丸バトルブローラーズ ニューヴェストロイア (ゴーレム、ヘリオス、ヴェガ)
  - 爆丸バトルブローラーズ ガンダリアンインベーダーズ (アーナウト)
  - 爆丸バトルブローラーズ メクタニウムサージ (テイリエン、ヘリオス、ゼントン、ジェイッコー、ムタバード、トレンブラー)
- 爆闘宣言ダイガンダー (ダイガンダー、ブライオン)
- パワーパフガールズ (エース、バルヘーレン (第44話)、他数)
- バットマンシリーズ
  - バットマン (役名表記なし)
  - バットマン・ザ・フューチャー (役名表記なし)
  - ザ・バットマン (役名表記なし)
  - バットマン:ブレイブ&ボールド (アクアマン (シーズン1)、ブロンズタイガー、シーザー、ドクター・ケイナス (シーズン2)、トーマス・ウェイン、惑星ズー・エン・アーのバットマン (テラノ)、シャザム、スラッグ、ラットマン、エース、メジャーディザスター、モングル (シーズン1)、トゥーフェイス、パー・デガトン、ヘリウム、ドクター・ダブル・Ｘ、カンジャー・ロー (シーズン2)、ヒートウェーブ、キラーモス、アニマルベジタブルミネラル・マン、惑星クワードの最高議長、キャリバック、他数)
- ビューティフル ジョー (灼熱王ファイヤー レオ、ブラック大帝)
- プーさんといっしょ (イーヨー)
- フィニアスとファーブ (フランシス・モノグラム少佐、ノーム、他数)
- フォスターズ・ホーム (役名表記なし)
- ブラッツ (役名表記なし)
- プッカ (サンタ・クロース、ソー仙人、ブルース)
- ベン10シリーズ
  - ベン10 (ダイヤモンドヘッド、ヴィルガクス、魔法使いヘックス、他数)
  - ベン10 オムニトリックスの秘密 (ヴィルガクス)
  - ベン10 エイリアンフォース (ダイヤモンドヘッド、ヴィルガクス、他数)
  - ベン10 アルティメットエイリアン (ダイヤモンドヘッド、ヴィルガクス、他数)
  - ベン10:消えたアズマス (ダイヤモンドヘッド)
  - ベン10 オムニバース (ダイヤモンドヘッド、クラッシュホッパー)
- ボボボーボ・ボーボボ (軍艦)
- ポケットモンスター シリーズ
  - ポケットモンスター (ナガイ/グライガーマン、ガンテツ)
  - ポケットモンスター アドバンスジェネレーション (ツワブキ社長、マツブサ)
  - ポケットモンスター XY (シトロイド、サカキ、ダズ)
- マシュランボー (ハクバー、暗黒王ラナンキュラス、ナレーター (第1話)、他数)
- ミッキーマウス クラブハウス (グーフィー)
  - ミニーのリボンショー  (グーフィー)
- ミュータント・タートルズ (1987年版) (ビーバップ (二代目)、ドレイグ)
- ミュータント タートルズ (2003年版) (マスター・カーン、他数)
- メダロット (宇宙メダロッターX (初代)、ヘベレケ博士、サケカース (二代目))
- ヤング・ジャスティス (ガーディアン / ジム・ハーパー、スポーツマスター、ジョーカー、他数)
- 妖怪ウォッチ (ウィスパー)
- ラマだった王様 学校へ行こう! (パチャ、カヴォ、他数)
- リロ アンド スティッチ ザ・シリーズ (ガントゥ、他数)
  - スティッチ! (ガントゥ、他数)
  - スティッチ! ～いたずらエイリアンの大冒険～ (ガントゥ、他数)
- レンとスティンピー (役名表記なし)
- ロックマンエグゼ (マサ、トーチマン、ヒートマン、ドリルマン、他数)
- ONE PIECE (ロロノア・ゾロ、ゴール・D・ロジャー、ガイモン、ゼフ、他数)

### 劇場アニメ
- 2112年 ドラえもん誕生 (寺尾台校長、ドラリーニョ、ドラ・ザ・キッド、ドラニコフ、ドルマンスタイン)
- アーロと少年 (ブッチ)
- アイス・エイジシリーズ (ディエゴ)
  - アイス・エイジ
  - アイス・エイジ2
  - アイス・エイジ3/ティラノのおとしもの
  - アイス・エイジ4/パイレーツ大冒険
  - アイス・エイジ5/止めろ! 惑星大衝突
- ATOM (ロボツキー)
- アトランティス 失われた帝国 (クッキー)
- アントブリー (ステン)
- ウォーリー (役名表記なし)
- オープン・シーズン (イアン)
- 王様の剣 (エクター)
- カーズ (ハーブ)
- カーズ2 (ロッド・トルク・レッドライン、他数)
- カールじいさんの空飛ぶ家 (看護士AJ)
- ガフールの伝説 (メタルビーク)
- カンフー・パンダ (タイ・ラン)
- カンフー・パンダ2 (役名表記なし)
- カンフー・パンダ3 (カイ)
- くもりときどきミートボール (アール)
  - くもりときどきミートボール2 フード・アニマル誕生の秘密 (アール)
- コララインとボタンの魔女（役名表記なし）
- ザ・シンプソンズ MOVIE (アーノルド・シュワルツェネッガー大統領)
- サーフズ・アップ (タンク)
- シュガー・ラッシュ (ベガ、ジェネラル・ホログラム)
- シュレック2 (オオカミ、他数)
- シュレック3 (オオカミ)
- シュレック フォーエバー  (ブローガン、オオカミ)
- 少年マイロの火星冒険記3D (役名表記なし)
- ズートピア (フィニック)
- スピリット (役名表記なし)
- スペース・ジャム (モンスター パウンド (アニメ部分))
- スポンジ・ボブ/スクエアパンツ ザ・ムービー (役名表記なし)
- 千と千尋の神隠し (父役)
- タイタンA.E. (役名表記なし)
- ダイナソー (クローン)
- タンタンの冒険/ユニコーン号の秘密 (ハドック船長/フランソワ・ド・アドック)
- チキン・リトル (エース)
- TMNT (役名表記なし)
- デジモンアドベンチャー02 デジモンハリケーン上陸!!/超絶進化!!黄金のデジメンタル (ウェンディモン)
- 塔の上のラプンツェル (スタビントン)
- トイ・ストーリー3 (軍曹、チャンク)
- ドラゴンボール劇場版シリーズ
  - ドラゴンボール 摩訶不思議大冒険 (鶴仙人)
  - ドラゴンボールZ (ニッキー)
  - ドラゴンボールZ この世で一番強いヤツ (ミソカッツン)
  - ドラゴンボールZ とびっきりの最強対最強 (クウラ)
  - ドラゴンボールZ 激突!!100億パワーの戦士たち (メタルクウラ)
  - ドラゴンボールZ 極限バトル!!三大超サイヤ人 (人造人間15号)
- トランスフォーマー ザ・ムービー (パーセプター、メガトロン/ガルバトロン)
- トレジャー・プラネット (ビリー・ボーンズ)
- ファインディング・ドリー (フルーク)
- ねずみの騎士デスペローの物語 (市長)
- ノミオとジュリエット (テラフィミネーター音声)
- バーンヤード (マイルズ)
- ハウルの動く城 (役名表記なし)
- パワーパフガールズ ムービー (エース)
- バットマン/マスク・オブ・ファンタズム (泥棒)
- ハッピー フィート (アルファ・スクーア)
- ハッピー フィート2 踊るペンギンレスキュー隊 (アルファ・スクーア、ヴェイン)
- パラノーマン ブライス・ホローの謎 (役名表記なし)
- ビー・ムービー (役名表記なし)
- ヒックとドラゴン (役名表記なし)
- ファインディング・ニモ (ブルース)
- ブラザー・ベア (ヒツジ1)
- プリンセスと魔法のキス (ジェームズ)
- プレーンズ (スキッパー・レイリー)
  - プレーンズ2/ファイアー&レスキュー (スキッパー・レイリー)
- ペンギンズ FROM マダガスカル (役名表記なし)
- ホーム・オン・ザ・レンジ にぎやか農場を救え! (ジュニア)
- ポーラー・エクスプレス (役名表記なし)
- 劇場版ポケットモンスターシリーズ
  - 劇場版ポケットモンスター ミュウツーの逆襲 (サカキ)
  - 劇場版ポケットモンスター 幻のポケモン ルギア爆誕 (ヤドキング)
  - 劇場版ポケットモンスター 結晶塔の帝王 ENTEI (シュリー博士/エンテイ)
  - 劇場版ポケットモンスター ダイヤモンド&パール アルセウス 超克の時空へ (ダモス)
- ボルト (ドクター・キャリコ)
- マウス・タウン ロディとリタの大冒険 (役名表記なし)
- マダガスカル2 (ティツィー、他数)
- Mr.インクレディブル (リック・ディッカー)
- 劇場版みつばちマーヤの大冒険 (役名表記なし)
- メガマインド (役名表記なし)
- メリー・ポピンズ (役名表記なし (アニメ部分))
- メリダとおそろしの森 (ファーガス王)
- モンスター・ハウス (役名表記なし)
- モンスターVSエイリアン (役名表記なし)
- モンスターズ・ユニバーシティ (役名表記なし)
- ライアンを探せ! (サムソン)
- ランゴ (死神ジェイク)
- リロ・アンド・スティッチ (ガントゥ)
- リトル・レッド レシピ泥棒は誰だ!? (グリズリー署長)
- レミーのおいしいレストラン (ホルスト)
- ロボッツ (消火器)
- よなよなペンギン (ブッカ・ブー)

### OVA
- 101匹わんちゃんII パッチのはじめての冒険 (役名表記なし)
- オープン・シーズン2 ペット vs 野生のどうぶつたち (イアン)
- ザ・バットマンVSドラキュラ (役名表記なし)
- ジャングル・ブック2 (役名表記なし)
- ジャック・ジャック・アタック! (リック・ディッカー)
- スティッチ!ザ・ムービー (ガントゥ)
- スペース・レンジャー バズ・ライトイヤー 帝王ザーグを倒せ! (ワープ・ダークマター／エージェントX)
- スワン・プリンセス2／魔王の城 (ナックルズ)
- ターザン2 (オット)
- ティンカー・ベルと月の石 (フクロウ)
- トムとジェリー
  - トムとジェリー魔法の指輪 (フレディ、ブッチ (途中)、ダイヤ研磨)
  - トムとジェリー 火星へ行く (ブリストル司令官、科学者)
  - トムとジェリー ワイルドスピード (警備、フランク)
  - トムとジェリーのくるみ割り人形 (役名表記なし)
- ノートルダムの鐘II (サルーシュ)
- バルトーク・ザ・マジシャン (ゾジ)
- ブラザー・ベア2 (役名表記なし)
- ラマになった王様2 クロンクのノリノリ大作戦 (パピー)
- リトル・マーメイドIII はじまりの物語 (レイレイ)

### テレビ
- ウェイバリー通りのウィザードたち (役名表記なし)
- キャンプ・ロック2 ファイナル・ジャム (エクセル・テルネル)
- シャーペイのファビュラス・アドベンチャー (ヴァンス・エヴァンス)
- セサミストリート (マペット編) (2010年代のみ) (役名表記なし)
- パワーレンジャー・ロスト・ギャラクシー (デーモン・ヘンダーソン/グリーンレンジャー)
- レイジータウン (ロビー・ロッテン)

### 実写
- アーサーとミニモイの不思議な国 (チーフ)
  - アーサーと魔王マルタザールの逆襲 (チーフ)
  - アーサーとふたつの世界の決戦 (チーフ)
- アリス・イン・ワンダーランド (ジャバウォッキー、部下)
- ウォーター・ホース (ルイス・モーブリー)
- イルカと少年 (釣り人)
- イースターラビットのキャンディ工場 (役名表記なし)
- エンバー 失われた光の物語 (役名表記なし)
- きかんしゃトーマス 魔法の線路 (ディーゼル10)
- キャッツ & ドッグス 地球最大の肉球大戦争 (サム、囚猫、爆弾リス)
- ザ・マペッツ (テックス・リッチマン)
- サンダーバード (ザ・フッド)
- 幸せの1ページ (役名表記なし)
- スチュアート・リトル (アナウンサー)
- スチュアート・リトル2 (ファルコン)
- スパイキッズ2 失われた夢の島 (ロメロ)
- スパイキッズ3-D:ゲームオーバー (ロメロ、イサドール・マチェッティ・コルテス、アレクサンダー・ミニオン)
- スパイダーウィックの謎 (レッドキャップ)
- スピード・レーサー (レーサーX)
- スペース・ジャム (ラリー・ジョンソン  (実写部分))
- ナルニア国物語/第1章: ライオンと魔女 (サンタクロース)
- ナルニア国物語/第2章: カスピアン王子の角笛 (ソペスピアン卿)
- ナルニア国物語/第3章: アスラン王と魔法の島 (アスラン)
- ハリー・ポッターと秘密の部屋 (アラゴグ)
- ハットしてキャット (役名表記なし)
- ピーター・パン (海賊)
- ビバリーヒルズ・チワワ (デルガド)
- フリー・ウィリー (ドワイト)
- マスク2 (警備)
- 魔法にかけられて (役名表記なし)
- Mr.ズーキーパーの婚活動物園 (ジョー)
- ヨギ & ブーブー わんぱく大作戦 (ナレーター)
- レーシング・ストライプス (タッカー)